# Aleksandria (miasto w Grecji)
Aleksandria (dawniej Γιδά, Jida, gr. Αλεξάνδρεια, łac. Alexandria) – miasto w Grecji, w administracji zdecentralizowanej Macedonia-Tracja, w regionie Macedonia Środkowa, w jednostce regionalnej Imatia. Siedziba gminy Aleksandria. W 2011 roku liczyło 14 821 mieszkańców.